# Silvia Cristina
Silvia Cristina Amancio Chagas (Linhares, 15 de janeiro de 1974), é uma jornalista, professora e política brasileira filiada ao Progressistas. Na eleição de 2018, foi eleita deputada federal por Rondônia, tornando-se a primeira mulher negra a representar o estado na Câmara dos Deputados. Em 2012, foi eleita vereadora no município de Ji-Paraná e reeleita em 2016.